# 소닉 셔플
「소닉 셔플」(SONIC SHUFFLE)은 2000년 12월 21일 드림캐스트용 소프트로 소닉 팀과 허드슨이 공동 제작하여 세가에서 발매된 보드 게임형 파티 게임이다.

## 보드 게임
이번 작품은 소닉 시리즈에서는 매우 드문 보드 게임으로 보드 게임이긴 하지만 소닉 특유의 액션성 미니 게임의 형태로 제대로 넣을 수 있다. 소닉 팀 공식 웹 사이트에서는 이 소프트웨어는 일단 게임 목록에 포함되어 있지만 링크는 소닉 셔플 공식 페이지가 아닌 제품 소개 페이지에 뛰어 오르도록 되어 있다가 현재는 소멸되었다.

## 파티 게임
소닉 셔플은 소닉 더 헤지호그 시리즈의 첫 파티 장르의 게임이다. 소닉과 그의 친구들의 게임의 이야기를 중심으로 마스터 스톤으로 불리는 강력한 객체의 파편을 모아 꿈의 세계를 복원하는 시도로 인해 소닉 셔플의 출시와 관련하여 혼합 리뷰를 받았던 기록이 존재한다.

## 액션 게임
기본 줄거리 자체에도 불구하고 소닉과 그의 친구들을 포함된다. 그들은 혼돈에 빠진 마법 세계의 균형을 유지하는 전설 속의 귀중한 돌을 훔친 공허한 악마의 어두운 야망을 반대하기 위해 노력한다. 그렇기 때문에 카오스 속의 소닉은 어둡게 변한 고슴도치의 우주와 혼돈 속의 마법 세계의 멸망을 막기 위해 에메랄드의 조각을 찾을 수 있을 것이다.

## 평가
| 평가 |         |
| --- | ------- |
| 통합 점수 통합사 점수 메타크리틱 54/100 [ 2 ] 평론 점수 평론사 점수 에지 4/10 [ 3 ] EGM 5.17/10 [ 4 ] 유로게이머 4/10 [ 5 ] 게임 인포머 7/10 [ 6 ] 게임 레볼루션 B- [ 7 ] 게임팬 42% [ 8 ] 게임프로 [ 9 ] 게임스팟 4.5/10 [ 10 ] 게임스파이 5.5/10 [ 11 ] IGN 4.7/10 [ 12 ] |         |
| 통합 점수 |         |
| 통합사 | 점수    |
| 메타크리틱 | 54/100  |
| 평론 점수 |         |
| 평론사 | 점수    |
| 에지 | 4/10    |
| EGM | 5.17/10 |
| 유로게이머 | 4/10    |
| 게임 인포머 | 7/10    |
| 게임 레볼루션 | B-      |
| 게임팬 | 42%     |
| 게임프로 | [ 9 ]   |
| 게임스팟 | 4.5/10  |
| 게임스파이 | 5.5/10  |
| IGN | 4.7/10  |